# Isaac Arthur Abt
Isaac Arthur Abt (1867 - 1955) fue un pediatra estadounidense y el primer presidente de la Academia Americana de Pediatría. Fue uno de los primeros médicos de Estados Unidos que se especializó en el área de pediatría y fue el autor de un influyente libro de texto de la primera parte del siglo XX.

## Biografía
Sus padres eran inmigrantes alemanes y propietarios de una tienda de comestibles y de correos. Siendo un niño pequeño, Abt perdió a su hermana debido a una difteria y a su primo debido a la escarlatina, lo que propició su interés en la medicina. Ya de adolescente, Abt trabajó en una farmacia, donde su interés en la medicina se intensificó. Asistió a la División Oeste de la Escuela secundaria en Chicago, luego fue a la Universidad Johns Hopkins. En la universidad Johns Hopkins, Abt recibió la orientación del patólogo William H. Welch. Luego estudió medicina en Chicago Medical College.
Abt trabajó en el Rush Medical College y en la Universidad de Northwestern.Desempeñó como presidente durante varios médicos y científicos, organizaciones, incluyendo la Asociación Americana de Profesores de Enfermedades Infantiles, la Sociedad Americana de Pediatría y la Sociedad Médica de Chicago. Fue el presidente fundador de la Academia Americana de Pediatría , en el año 1931.
A partir de 2014, la escuela de medicina de la Northwestern otorgó una cátedra en su honor, la de Isaac A. Abt, MD, Profesor de Enfermedades del Riñón.